# Sarabhai (cráter)

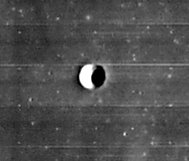
Fotografía de la misión Lunar Orbiter 4

Sarabhai es un pequeño cráter de impacto circular con forma de cuenco, situado en el Mare Serenitatis, perteneciente al cuadrante noreste de la Luna. La formación se halla relativamente aislada, estando situada al noreste del cráter Bessel. Se encuentra en un dorsum denominado dorso Azara.
|  |

Este cráter anteriormente se había denominado Bessel A antes de ser rebautizado por la UAI en 1973. Lleva el nombre de Vikram Sarabhai, considerado el padre del programa espacial indio.